# Edward Blatchford
Edward Blatchford (Farmington Hills, Michigan, 28 de Julho de 1945) é um ator estadunidense.

## Filmografia

### Televisão
- 2001 City Guys como Sr. Giuliani
- 2000 JAG como Roy Neilson
- 2000 Malibu, CA como Peter Collins
- 1999 Hang Time como Sr. Lyons
- 1993 The Adventures of Brisco County Jr. como Dr. Matt Carter
- 1989 Saved by the Bell como Rod Belding

### Cinema
- 1993 All Tied Up como Det. Frank Steinham
- 1992 The Last of the Mohicans como Jack Winthrop
- 1978 Convoy como Roger
- 1970 Nowhere to Run como Xerife Lonnie Cole
- 1967 Letting Go como Ron